# Pseudomasaris basirufus
Pseudomasaris basirufus är en stekelart som beskrevs av Sievert Allen Rohwer 1912. Pseudomasaris basirufus ingår i släktet Pseudomasaris och familjen Masaridae. Inga underarter finns listade i Catalogue of Life.